# Três departamentos e seis ministérios
O sistema de três departamentos e seis ministérios (chinês tradicional: 三省六部; pinyin: Sānshěng liùbù) era o elemento central da administração da China Imperial. Este sistema foi concebido durante a dinastia Han Ocidental (206 a.C.-25 d.C.) e entrou em operação oficial sob a dinastia Sui (589-618), e tornou-se essencial sob a dinastia Tang (618-907). O sistema substituiu o de três senhores e nove ministérios que prevaleceram sob a dinastia Qin (221-206 a.C.).
Os três departamentos são:
- O Secretariado (em chinês tradicional, 中書省; pinyin, Zhōng shū shěng), um corpo político, concebe reformas e decretos imperiais com base na vontade política prevalecente;
- O Chancelaria (門下省), órgão do Conselho, relê e verifica se as reformas não contêm elementos que contrariem a vontade política geral ou a situação do Império.
- O Departamento de Assuntos do Estado (尚書省), deve fazer cumprir os decretos aprovados; este ministério chave tem seis divisões (部, bù): o Ministério do Pessoal (吏部), Finanças (戶部), Ritos (禮部), Guerra (兵部), Justiça (刑部), e Obras Públicas (工部).[1]

No topo dessa organização governamental estava o imperador, e os "diretores" de cada departamento eram diretamente responsáveis perante ele.

## Os três departamentos
Os três diretores e departamentos eram conhecidos pelo nome de Chanceler, todos os três imediatamente abaixo do imperador em termos de hierarquia e poder de decisão. Esses três chanceleres foram colaboradores imediatos do imperador, seus olhos, seus ouvidos.

### Chancelaria e Secretariado
A Chancelaria e a Secretaria eram os colaboradores mais próximos do imperador, desenhavam com ele as leis que forjavam a sociedade, a economia e o exército do Império. Seu papel era puramente abstrato, imaginando soluções, leis, estratégias, orçamentos e projetos que respondessem às necessidades do Império.
Nesse jogo, a Secretaria é um órgão político que concebe planos e reformas e os formula na forma de uma proposta de decreto imperial com base na vontade política e nas necessidades do momento. Por sua vez, a Chancelaria é um órgão consultivo, moralizador e limitador que relê e verifica as reformas propostas para que não contenham elementos que contrariem a vontade política geral ou a situação imperial. A Chancelaria tem a capacidade de negar projetos excessivamente ambiciosos (como a construção de palácios ou expedições militares) e até de admoestar o imperador se, apesar de a Chancelaria não lhe dar o seu consentimento, ele os aprovar.
O imperador teve a decisão final:
- Ele poderia eliminar os projetos proclamando decretos-leis por ele mesmo;
- Ele poderia ignorar o conselho do Ministério das Relações Exteriores e lançar ações caras, apesar de sua oposição.

### O departamento de Assuntos do Estado e seus seis ministérios
O Departamento de Assuntos de Estado foi responsável pela aplicação real no vasto terreno do Império. É este departamento que recruta, treina, guia, controla e paga os funcionários imperiais. Essa imensa e complexa missão está dividida em seis ministérios que administram um aspecto problemático para facilitar sua função.
- Ministério do Pessoal (吏部) encarregado de nomear, qualificar e promover ou demitir funcionários civis, bem como emitir títulos honoríficos.[3]
- Ministério das Finanças (戶部) encarregado de coletar dados do censo, coletar impostos e lidar com as receitas do estado, e tinha dois escritórios de moeda sob sua responsabilidade.[4]
- Ministério dos Ritos (禮部) encarregado de cerimônias de estado, rituais e sacrifícios. Ele também supervisionou os registros do sacerdócio budista e taoísta e até mesmo o recebimento de remessas de estados tributários.[5]
- Ministério da Guerra (兵部) encarregado do recrutamento, promoções e rebaixamentos de oficiais militares e da manutenção de instalações e equipamentos militares, armas e sistema postal.[6]
- O Ministério da Justiça (刑部) controlava os processos judiciais e criminais, mas não tinha o papel de supervisionar o Censorado ou o Grande Tribunal de Recurso.[7]
- Ministério de Obras Públicas (工部) responsável pelos projetos de construção do governo, manutenção de estradas e canais, padronização de pesos e medidas e captação de recursos das áreas rurais.[7]

## Histórico
A origem dos três departamentos e seis ministérios remonta à dinastia Han (206 a.C.-220 d.C.). Os Han inicialmente adotaram o sistema de três senhores e nove ministérios sob a supervisão de um chanceler à frente de todos os funcionários. Mais tarde, o imperador Wuti (156-87 a.C.), fez o chanceler perder o poder e foi o imperador Wei quem estabeleceu um proto-sistema de "três departamentos e seis ministérios", que será o que os Sui desenvolverão posteriormente.